# Elferspitze (Sesvennagruppe)
Die Elferspitze (italienisch Cima Undici, 2926 m s.l.m.) ist ein Gipfel der Sesvennagruppe im Vinschgau. Er ist die höchste Erhebung des Bergmassivs zwischen dem östlich gelegenen Reschensee und dem Rojental im Westen, zu dem auch der nordwestlich liegenden Zwölferkopf (Cima Dodici, 2783 m) und der nördlich liegende Zehnerkopf (Cima Dieci, 2675 m) gehören. Von Rojen aus betrachtet, dienten diese Gipfel als Bezugspunkt zur Bestimmung der Uhrzeit über den Sonnenstand. Für diese drei Gipfel gibt es deshalb auch die Bezeichnung Rojener Sonnenuhr.

## Anstiege
Der übliche Anstiegweg auf die Elferspitze startet an der Haideralm, die von St. Valentin auf der Haide per Seilbahn zu erreichen ist. Von dort folgt man zunächst dem Höhenweg nach Schöneben in nördlicher Richtung, von diesem zweigt nach etwas mehr als einem Kilometer der Anstiegsweg zur Elferspitze nach Westen ab. Über die Haiderscharte und den Südgrat gelangt man auf den Gipfel der Elferspitze. Von der Haideralm benötigt man dafür ungefähr 2½ Stunden. Der Anstiegsweg ist markiert. Eine weitere ungefähr gleich lange und gleich schwierige Anstiegsmöglichkeit besteht von Norden, von Schöneben östlich des Zehnerkopfs vorbei über das Zwischenköpfl.
Von der Elferspitze ist ein Übergang zum Zwölfer- und Zehnerkopf möglich. Der Zwölferkopf kann auch von Rojen aus erreicht werden. Der kürzeste Anstieg auf den Zehnerkopf erfolgt von Schöneben über die Nordseite dieses Berges, dabei gelangt man zuletzt von Westen zum Gipfel.

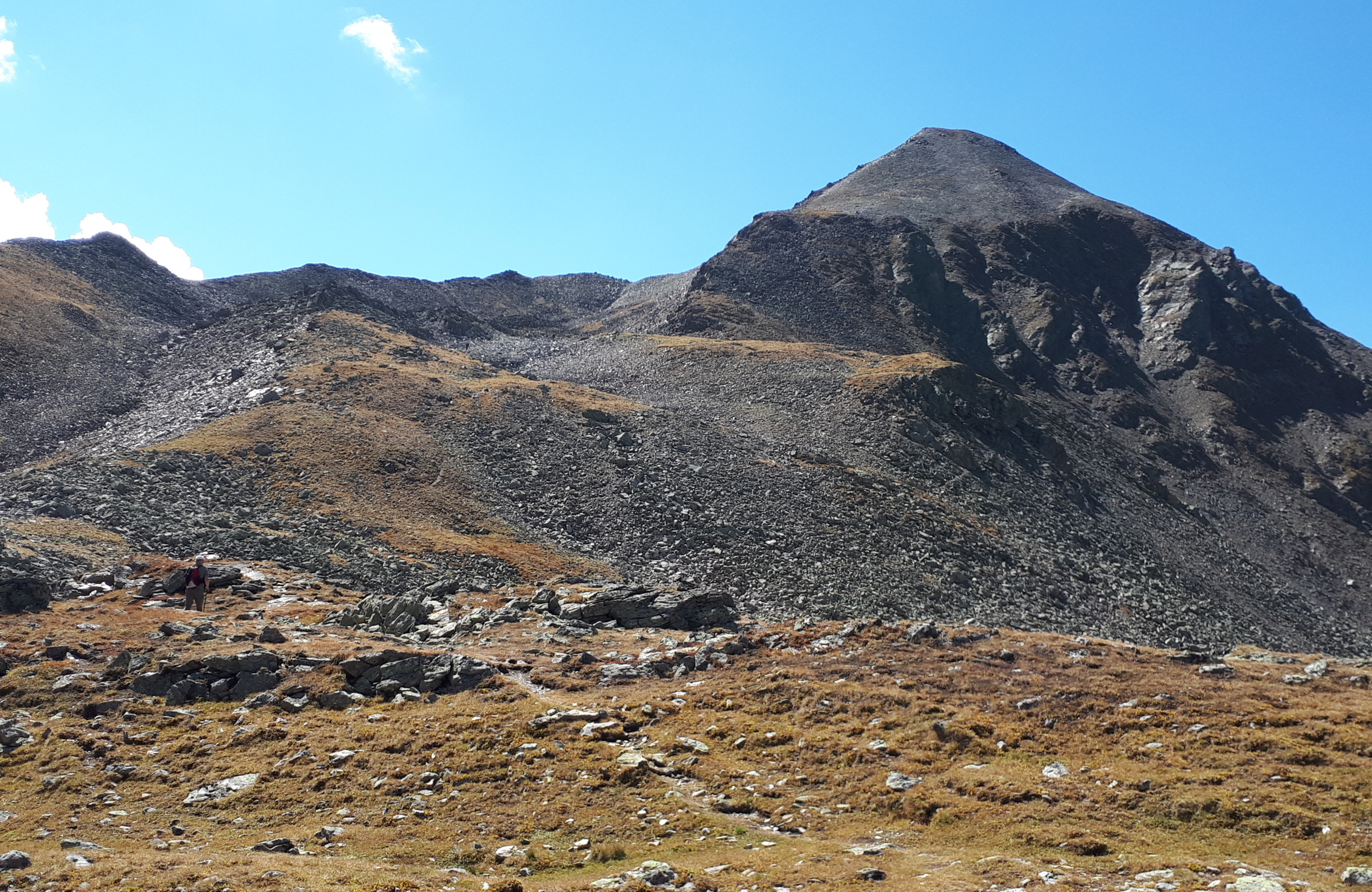
Gipfelaufbau vom Zwischenköpfl
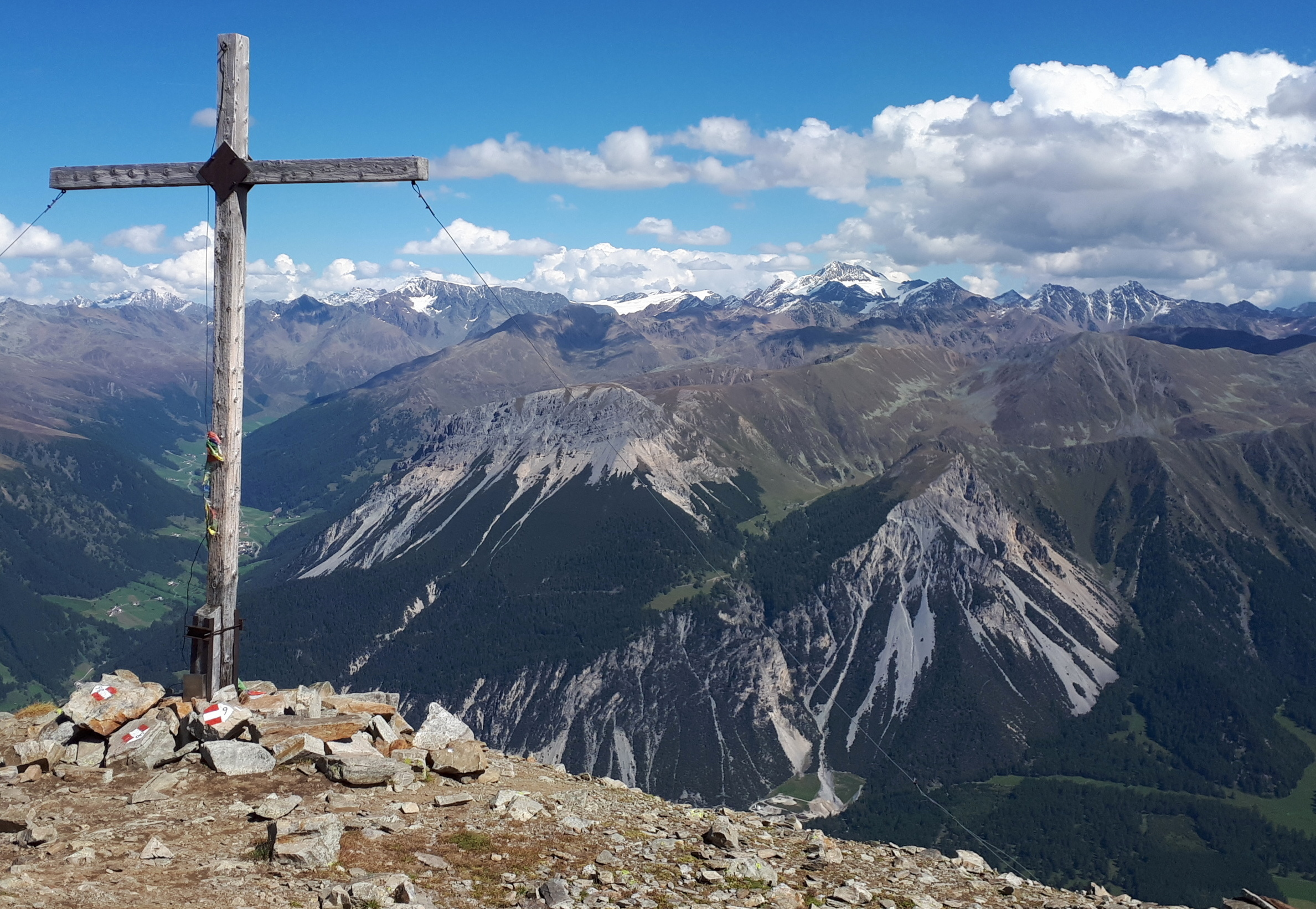
Gipfelkreuz mit Sicht auf Ötztaler Alpen mit Weißkugel